# ماري والاس
ماري والاس (بالإنجليزية: Marie Wallace)‏ هي ممثلة أمريكية، ولدت في 19 مايو 1939 في نيويورك في الولايات المتحدة، وتوفيت في 25 أكتوبر 2013.

## وصلات خارجية
- ماري والاس على موقع IMDb (الإنجليزية)
- ماري والاس على موقع قاعدة بيانات برودواي على الإنترنت (الإنجليزية)